# Sotto effetto di felicità
Sotto effetto di felicità è il secondo album in studio del gruppo musicale italiano La Rua, pubblicato nel 2016.

## Tracce
1. Sotto effetto di felicità – 3:16
2. Il sabato fa così – 2:42
3. I miei rimedi – 3:31
4. Mai come mi vuoi tu – 3:28
5. Il futuro era ieri con te – 3:05
6. Non sono positivo alla normalità (2016 Remastered) – 3:16
7. Ti aspetterò – 3:17
8. Il passato migliore che ho – 4:24
9. Non ho la tristezza (2016 Remastered) – 3:07